# Taraf de Haïdouks
Taraf de Haidouks (rum. Taraf Haiducilor) – rumuńska grupa wykonująca muzykę ludową z miejscowości Clejani. Grupa powstała w 1989 roku, początkowo należało do niej około 12 osób, później, w różnych konfiguracjach, jej skład sięgał nawet 30 osób.
Główni członkowie grupy to: Nicolae Neacșu (zm. 2002), Dumitru Baicu (zm. 2007), Ilie Iorga, Ion Manole, Gheorghe Anghel, Gheorghe Fălcaru.
W dorobku grupy znalazło się 5 albumów. W 1991 roku ukazała się ich debiutancka płyta Musique Des Tsiganes De Roumanie. Album ten dotarł do czołowych miejsc europejskich list przebojów i przysporzył grupie światowego rozgłosu. Drugi album Honourable Bandits, Magic Horses and Evil Eye, wydany w 1994 roku, został ogłoszony Best World Album Music przez German Association Critics. Grupa kontynuowała sukces albumami Dumbala Dumba (1998 rok), Taraf de Haïdouks (1999 rok), Band of Gypsies (2001 rok),The Continuing Adventures of Taraf de Haidouks [live] (2006 rok) oraz Maškaradǎ (2007), Live At Union Chapel (2008)

## Członkowie
Niektórzy członkowie grupy:
- Nicolae Neacșu – skrzypce, wokal; zmarł we wrześniu 2002 r.
- Dumitru Baicu – cymbały; zmarł we wrześniu 2007 r.
- Ilie Iorga – wokal
- Ion Manole – skrzypce, wokal
- Gheorghe Anghel – skrzypce
- Gheorghe Fălcaru – flet, kontrabas
- Ionică Tănase – cymbały
- Constantin Sandu – cymbały, wokal
- Florea Pârvan – kontrabas
- Marin Sandu – akordeon
- Paul Guiclea – skrzypce, wokal
- Marin Manole – akordeon
- Constantin Lăutaru – skrzypce, wokal
- Viorel Vlad – kontrabas
- Robert Gheorghe – skrzypce

## Wybrana dyskografia
- Musiques de Tziganes de Roumanie (Crammed Discs, 1991)
- Honourable Brigands, Magic Horses and Evil Eye (Crammed Discs, 1994)
- Dumbala Dumba (Crammed Discs, 1998)
- Taraf de Haïdouks (compilation released on Nonesuch Records, 1999)
- Band of Gypsies (Crammed Discs,2001)
- The Continuing Adventures Of Taraf de Haïdouks – Live at Union Chapel (CD+DVD, Crammed Discs, 2006)
- Maškaradǎ (Crammed Discs, 2007)
- Band of Gypsies 2, with Kočani Orkestar (Crammed Discs, 2011)
- Of Lovers, Gamblers and Parachute Skirts (Crammed Discs, 2015)